# Csincse
Csincse är en ort i Ungern.   Den ligger i provinsen Borsod-Abaúj-Zemplén, i den nordöstra delen av landet, 140 km öster om huvudstaden Budapest. Csincse ligger 106 meter över havet och antalet invånare är 580.
Terrängen runt Csincse är platt. Runt Csincse är det ganska tätbefolkat, med 60 invånare per kvadratkilometer. Närmaste större samhälle är Mezőkövesd, 15,8 km sydväst om Csincse. Trakten runt Csincse består till största delen av jordbruksmark.